# Patrick Braunhofer
Patrick Braunhofer (n. 19 aprilie 1998, Cavalese, Trentino-Tirolul de Sud, Italia) este un biatlonist ce a reprezentat Italia. A participat la Jocurile Olimpice de Tineret din 2016 în care a câștigat o medalie de bronz.